# 121480 Dolanhighsmith
121480 Dolanhighsmith è un asteroide della fascia principale. Scoperto nel 1999, presenta un'orbita caratterizzata da un semiasse maggiore pari a 2,8127989 UA e da un'eccentricità di 0,1123311, inclinata di 4,65279° rispetto all'eclittica.